# Microchera
Microchera är ett släkte med fåglar i familjen kolibrier. Släktet omfattar numera tre arter, förekommande i Centralamerika från Honduras till Panama:
- Snöhätta (M. albocoronata)
- Kopparhuvad smaragd (M. cupreiceps)
- Vitstjärtad smaragd (M. chionura)

Traditionellt begränsas släktet till snöhättan, men genetiska studier visar dock att den står nära arterna i Elvira och placeras numera därför i ett och samma släkte, där Microchera har prioritet.